# Organización territorial de Seychelles
Seychelles se divide en 25 distritos:

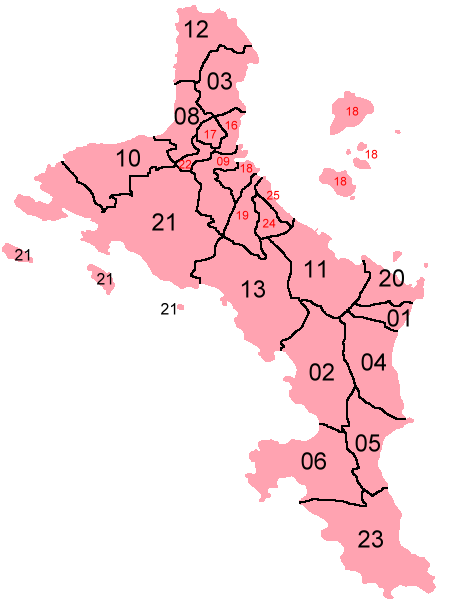
Mapa de las divisiones en la Isla Mahé.
Mapa de las divisiones en la Isla Praslin.
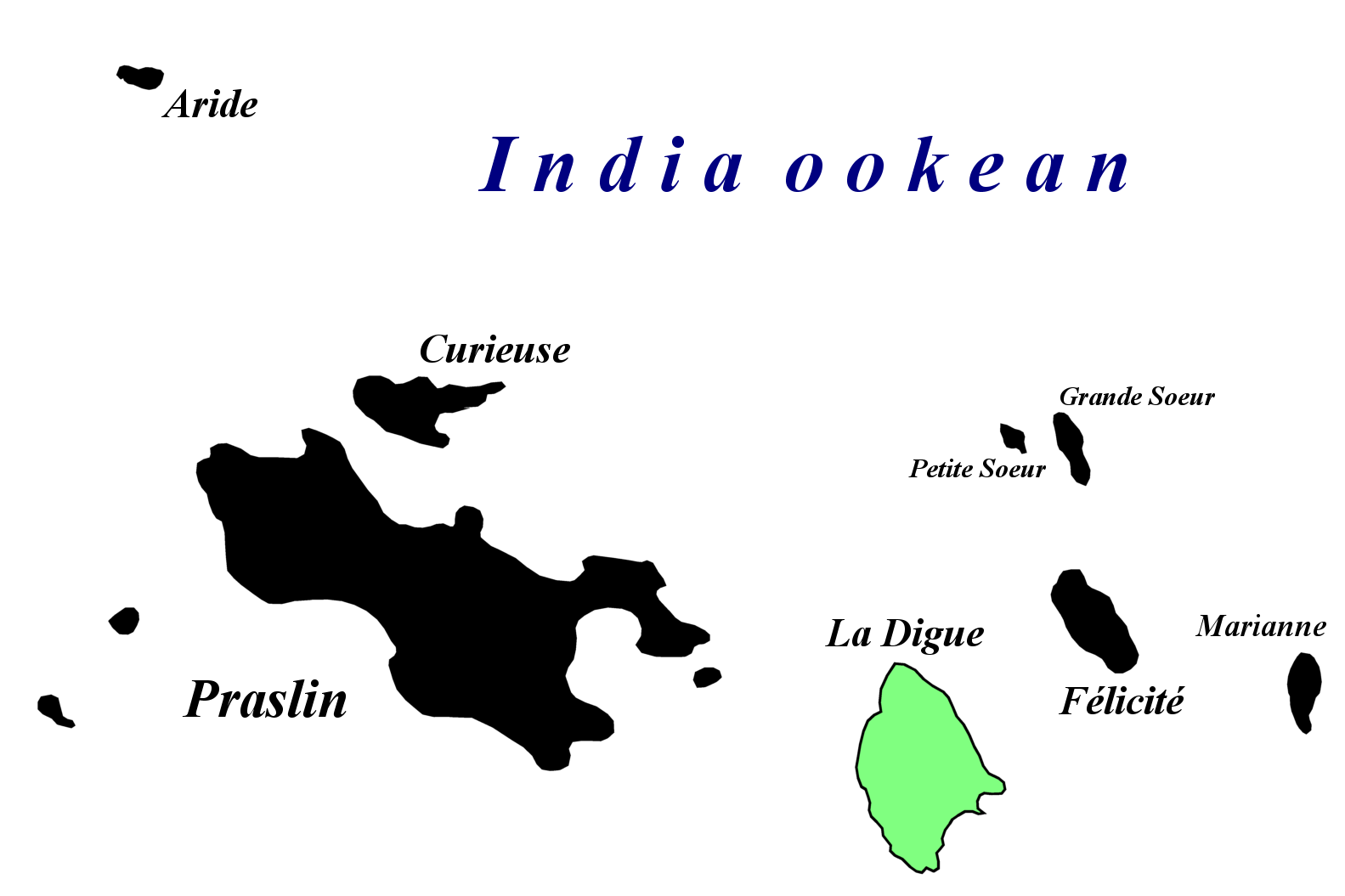
Mapa de la isla La Digue.

| - Anse aux Pins - Anse Boileau - Anse Etoile - Anse Royale - Au Cap - Baie Lazare - Baie Sainte Anne - Beau Vallon - Bel Air - Bel Ombre - Cascade - Glacis - Grand' Anse (Mahe) | - Grand' Anse (Praslin) - La Digue - La Riviere Anglaise - Les Mamelles - Mont Buxton - Mont Fleuri - Plaisance - Pointe La Rue - Port Glaud - Roche Caiman - Saint Louis - Takamaka |